# Eleccions al Parlament de Galícia de 1985
Les Eleccions al Parlament de Galícia de 1985 se celebraren el 24 de novembre. Amb un cens de 2.226.449 electors, els votants foren 1.277.897 (57,4%) i 948.552 les abstencions (41,9%). Aliança Popular guanyà per majoria relativa, i aconseguí mantenir de president de la Xunta Xerardo Fernández Albor gràcies a l'abstenció de Coalició Gallega, cosa que provocarà una escissió en aquest partit (PNG). L'octubre de 1986 Xosé Luis Barreiro és expulsat d'AP y forma el seu propi grup polític amb 4 diputats més, Unió Democràtica Gallega (UDG), que el juny de 1987 s'integra a Coalició Gallega.
Com a resultat d'aquest canvi de correlació de forces, el novembre de 1987 s'aprova una moció de censura i és investit president de la Xunta Fernando Ignacio González Laxe (PSdeG), amb el suport de totes les forces polítiques llevat AP i l'abstenció de BNG.
- Els resultats foren:

| ← Eleccions al Parlament de Galícia, 1985 → |         |      |        |
| Partit                                      | Vots    | %    | Escons |
| AP -PDP - UL                                | 516.218 | 40,4 | 34     |
| PSdeG                                       | 361.948 | 28,3 | 22     |
| Coalició Gallega                            | 165.425 | 12,8 | 11     |
| PSG - Esquerda Galega                       | 71.599  | 5,75 | 3      |
| BNG                                         | 53.972  | 4,23 | 1      |
| CDS                                         | 41.411  | 3,30 |        |
| PCE-PCG                                     | 10.625  | 0,86 |        |
| PST                                         | 9.362   | 0,74 |        |
| PCG (mr)                                    | 8.262   | 0,65 |        |
| Plataforma Humanista de Galícia             | 7.478   | 0,59 |        |
| Partido Galego do Campo                     | 3.172   | 0,25 |        |
| Falange Española de las JONS                | 2.922   | 0,23 |        |
| PCE (ml)                                    | 1.554   | 0,12 |        |
| USG                                         | 1.379   | 0,11 |        |
| MCG                                         | 1.327   | 0,11 |        |

A part, es comptabilitzaren 8.627 (0,7%) vots en blanc.

## Diputats electes
- Xerardo Fernández Albor (AP)
- Xosé Luis Barreiro (AP)
- Antonio Rosón Pérez (AP)
- Tomás Pérez Vidal (AP)
- José Luis Alonso Riego (AP)
- José Ramón Cociña García (AP)
- Luis Cordeiro Rodríguez (AP)
- Juan M. Corral Pérez (AP)
- Ramón Díaz del Río Jaudenes (AP)
- Pablo Eguerique Martínez (AP)
- Alejandrino Fernández Barreiro (AP)
- José Antonio Cesáreo Franco Cerdeira (AP)
- José Antonio Gago Lorenzo (AP)
- Fernando Garrido Valenzuela (AP)
- Jesús Gayoso Rey (AP)
- Emma Rosa González Bermello (AP)
- Fernando González Suárez (AP)
- José María Hernández Cochón (AP)
- Manuel Iglesias Corral (AP)
- José Miñones Trillo (AP)
- Aurelio Domingo Miras Portugal (AP)
- Manuel Núñez Carreira (AP)
- Juan Manuel Páramo Neira (AP)
- Fernando Alfredo Pensado Barbeira (AP)
- Ricardo Pérez Queiruga (AP)
- Fernando Carlos Rodríguez Pérez (AP)
- Antonio Sangiao Pumar (AP)
- Francisco Javier Suárez-Vence Santiso (AP)
- Eladio Tesouro Romero (AP)
- José Luis Ramón Torres Colomer (AP)
- Rafael Valcarce Baiget (AP)
- Víctor Manuel Vázquez Portomeñe (AP)
- Ramón de Vicente Vázquez (AP)
- Constantino Vila López (AP)
- Manuel Ángel Villanueva Cendón (AP)
- Fernando Ignacio González Laxe (PSdeG)
- Gonzalo Adrio Barreiro (PSdeG)
- Miguel Barros Puente (PSdeG)
- Ramón Félix Blanco Gómez (PSdeG)
- Manuel Blanco Suárez (PSdeG)
- Antonio Martín Ramón Campos Romay (PSdeG)
- Antonio Carro Fernández-Valmayor (PSdeG)
- Alfredo Conde Cid (PSdeG)
- Manuel Couce Pereiro (PSdeG)
- Manuel Ceferino Díaz Díaz (PSdeG)
- Antonio Edelmiro Gato Soengas (PSdeG)
- José Giráldez Maneiro (PSdeG)
- Francisco González Amadiós (PSdeG)
- Fernando Martínez González (PSdeG)
- Jesús Mosquera Sueiro (PSdeG)
- José Federico Nogueira Fernández (PSdeG)
- Xulio Xosé Pardellas de Blas (PSdeG)
- Antolín Sánchez Presedo (PSdeG)
- Pablo Ángel Sande García (PSdeG)
- José Javier Suances Pereiro (PSdeG)
- Manuel Guillermo Varela Flores (PSdeG)
- Manuel Veiga Pombo (PSdeG)
- Pablo González Mariñas (CG)
- Senén Bernárdez Álvarez (CG)
- José Carlos Mella Villar (CG)
- Antonio Olives Quintás (CG)
- Santos Oujo Bello (CG)
- Pablo Padín Sánchez (CG)
- Xosé Henrique Rodríguez Peña (CG)
- José Romero Becerra (CG)
- Cándido Sánchez Castiñeiras (CG)
- Celestino Torres Rodríguez (CG)
- Camilo Nogueira (PSG)-(Esquerda Galega)
- Antonio Martínez Aneiros (PSG)-(Esquerda Galega)
- Ángel Fernando Martínez Randulfe (PSG)-(Esquerda Galega)
- Xosé Manuel Beiras (BNPG)